# Statue-menhir de Caramat
La « statue-menhir » de Caramat est un pierre, un temps identifiée à tort comme étant une statue-menhir, découverte au lieu-dit Caramat, sur la commune française de Puyvalador, dans les Pyrénées-Orientales.

## Historique
La pierre est découverte en 1992 par un agriculteur en labourant profondément son champ à proximité d'un ancien chemin qui portait au XVe siècle le nom de Cami de la Pedra Picada (« chemin de la pierre percée »). Elle est alors assimilée à une pierre à cupules et déposée en bordure de champ. En 1994, Jean-Philippe Bocquenet pense y reconnaître une statue-menhir : une extrémité de la pierre comporte de fines gravures, qu'il assimile à la représentation d'une chevelure et d'un bandeau, et au milieu de la face plane, des stries transversales qu'il interprète comme la représentation d'une ceinture à boucle ; la pierre comportant par ailleurs deux cupules disposées à peu près à la même hauteur en dessous de la chevelure, celles-ci pourraient correspondre à la représentation des yeux.

## Description
La pierre est constituée d'un bloc (3,50 m de hauteur sur 1,20 m de large et 0,20 m d'épaisseur) de granite fin de couleur claire, d'origine locale dont un affleurement du même type est visible à une centaine de mètres plus à l'ouest. La face « gravée » est plane tandis que l'autre face est d'aspect beaucoup plus brut.
Michel Martzluff a minutieusement examiné la pierre et montré qu’il ne s'agissait pas d'une statue-menhir. En effet, les deux « cupules » ne peuvent pas avoir été réalisées au moyen d'un percuteur en pierre, mais plutôt avec un objet en fer, car les trous sont assez profonds (4 cm sur 2 cm). La percussion a entraîné l'éclatement de la roche autour des trous et ces traces laissées sont « tout à fait typiques des techniques médiévales attestées dès la fin du XIIIe siècle dans les Pyrénées catalanes » pour débiter une pierre. Le chemin voisin conduisait d'ailleurs à d'anciens sites d'extraction de pierres correspondant à des chaos naturels granitiques. La pierre, après cette tentative de débitage qui s'est révélée infructueuse, a probablement été abandonnée puis réutilisée ultérieurement pour servir de bornage au chemin. La borne, ayant chuté ou ayant été volontairement renversée, a peu à peu été recouverte de terre. Quant aux « gravures », elles sont peu profondes (Bocquenet ne leur accorde d'ailleurs que quelques dixièmes de millimètres de profondeur) et ne présentent aucune patine ni oxydation. Les petits traits visibles qui avaient été identifiés comme étant la « chevelure de la statue  » doivent correspondre aux impacts répétés laissés par le soc des charrues lors de labours peu profonds (jusque dans les années 1950) tandis que les stries transversales (« le bandeau ») à ceux laissés par des labours plus récents et plus profonds (avec un écartement standard des socs). Quant aux traits transversaux (« la ceinture ») et aux impacts (« la boucle ») visibles au centre de la pierre, ils doivent s'examiner comme les traces de ripage laissées par le câble qui fut utilisé par le propriétaire du champ pour ceinturer la pierre et la déplacer avec un tractopelle.